# Marianne North

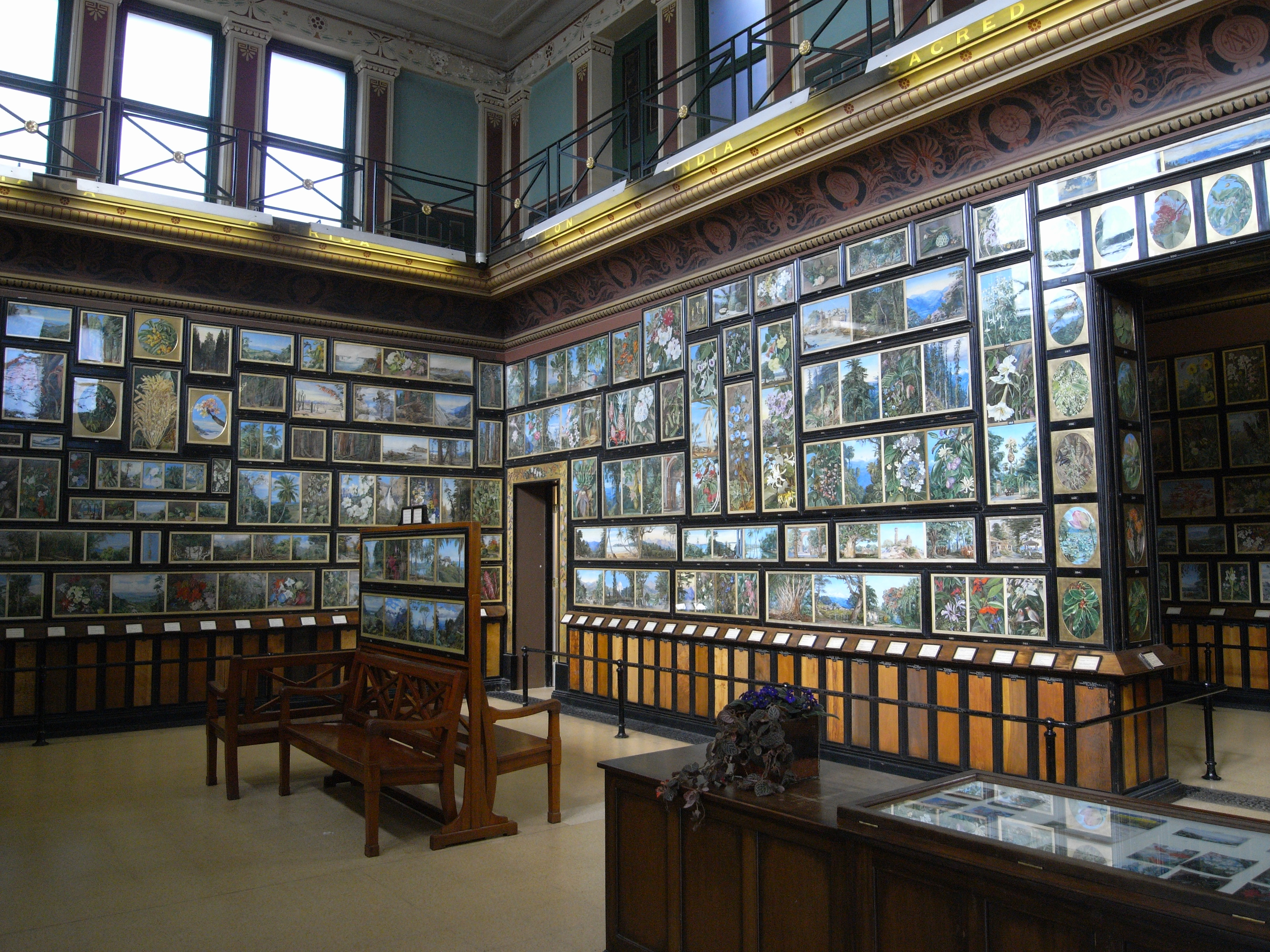
Galleria Marianne North, Kew Gardens, wnętrze

Marianne North (ur. 24 października 1830 w Hastings, zm. 30 sierpnia 1890 w Alderley) – angielska ilustratorka botaniczna, malarka roślin, podróżniczka, przyrodniczka. 

## Dzieciństwo i młodość
Marianne North urodziła się w zamożnej rodzinie posiadaczy ziemskich. Jej ojciec – członek parlamentu – obracał się w politycznych i intelektualnych kręgach, natomiast matka odziedziczyła znaczną fortunę. Marianne nie otrzymała formalnego wykształcenia, dorastała jednak w kręgu przyjaciół rodziców, którymi byli artyści i naukowcy, co pozwoliło jej na rozwijanie swoich talentów. Początkowo uczyła się gry na fortepianie oraz śpiewu u Madame Sainton-Dolby, lecz utrata głosu sprawiła, że North zaczęła interesować się malarstwem. Początkowo malowała akwarele. W 1867 roku, gdy miała 37 lat zaczęła uczyć się malarstwa olejnego u australijskiego malarza Roberta Dowlinga (1827–1886).
Po śmierci swojej matki, w 1855 roku, Marianne – zgodnie ze złożoną jej obietnicą – zaopiekowała się ojcem. Przez następne 14 lat podróżowała razem z nim po Europie i Ziemi Świętej. W trakcie jednej z pieszych wycieczek, w 1869 roku, Frederick North zachorował; po powrocie do domu zmarł.

## Podróże
Po śmierci ojca, w wieku 41 lat, Marianne rozpoczęła realizację swoich marzeń o dalekich podróżach, które trwały do końca jej życia. W 1871 roku wyjechała do Ameryki, następnie odwiedziła Jamajkę, a później Brazylię. W 1875 roku, po kilku miesiącach spędzonych na Teneryfie, rozpoczęła podróż dookoła świata. Przez dwa lata malowała florę Kalifornii, Japonii, Borneo, Jawy i Cejlonu. W Kalutarze na Cejlonie zaprzyjaźniła się z Margaret Cameron, znaną fotografką i portrecistką.
W latach 1878–1879 przez półtora roku podróżowała po Indiach w poszukiwaniu roślin związanych z hinduską literaturą. Namalowała ponad 200 obrazów przedstawiających rośliny i pejzaże.
W roku 1880, za namową Karola Darwina, udała się do Australii i Nowej Zelandii.
Po powrocie do Anglii postanowiła przedstawić swoje obrazy szerszej publiczności. Sukces wystawy Muzeum South Kensigton w Londynie podsunął jej pomysł zbudowania galerii ze stałą ekspozycją jej prac. W Kew Gardens założyła własne muzeum – The North Gallery – gdzie znajdują się 832 obrazy ilustrujące 727 rodzajów i około tysiąca gatunków roślin. Z kolei w Muzeum Brytyjskim znajduje się następne kilkaset jej obrazów z Indii. Jej ostatnia wyprawa odbyła się w latach 1884–1885 do Chile. 
Po zaprzestaniu podróżowania, malarka osiadła w Alderley, gdzie zmarła w wieku 59 lat. Została pochowana na cmentarzyku przy kościele St Kenelm w Alderley.

## Dziedzictwo

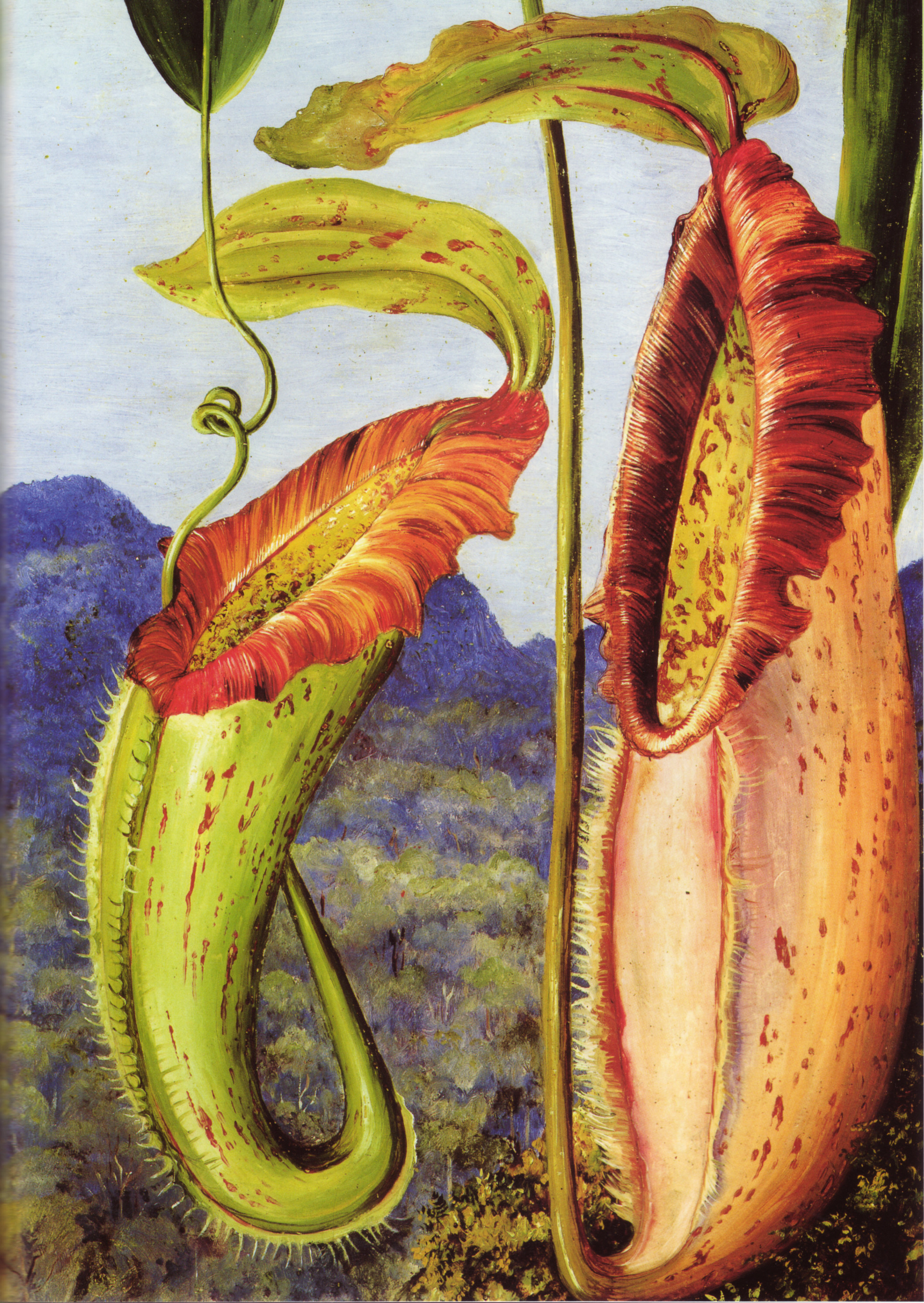
Obraz Marianne North, przedstawiający największy ze znanych dzbaneczników, Nepenthes northiana, nazwany tak na jej cześć

W czasie podróży po Borneo, w Sarawaku, North odkryła największego znanego dzbanecznika, Nepenthes northiana. Pozostał on jedną z pięciu roślin nazwanych na cześć malarki. Pozostałe to: Northea seychellana – drzewo na Seszelach, amarylis Crinum northianum, palma Areca northiana oraz trytoma groniasta Kniphofia northiana.
Prace Marianne North są niezwykle istotne w sensie botanicznym, ponieważ malarka rejestrowała rośliny w miejscu ich występowania, często w połączeniu z ptakami, owadami a nawet i z ludźmi. Odbywało się to w czasach, gdy fotografowanie nie było jeszcze praktykowaną formą dokumentowania egzotycznych roślin.
Kew Gardens twierdzi, że Galeria Północna jest „jedyną stałą indywidualną wystawą kobiety artystki w Wielkiej Brytanii”.
Pod koniec życia North wydała swoje pamiętniki. W książkach Abundant Beauty: The Adventurous Travels of Marianne North, Botanical Artist oraz Recollections of a Happy Life: Being the Autobiography of Marianne North opisywała swoje podróże po świecie. W odniesieniu do kultur, z którymi się stykała podczas swoich podróży, przeważały poglądy o charakterze rasistowskim, pochwała kolonializmu oraz uznawanie kultur nieeuropejskich za barbarzyńskie i dziwaczne.